# Kaple svaté Anny (Bezděkov)
Kaple svaté Anny v Bezděkově je sakrální stavba. Duchovní správou patří do Římskokatolické farnosti – děkanství Žatec. Od roku 1964 je kaple chráněna jako kulturní památka.

## Historie
Kaple byla postavena v roce 1823. V roce 1948 byla zrenovována.

## Architektura
Jedná se o obdélnou stavbu s konkávně vyhloubenými východními nárožími. Uvnitř má kaple strop. Kruchta je dřevěná. V interiéru je raně barokní oltář ze 3. čtvrtiny 17. století. Oltář má boltcovou ornamentiku. Malovaná okna pocházejí z roku 1905. Obraz sv. Norberta, který se nachází v kapli, pochází z 1. poloviny 19. století.

## Okolí kaple
Před kaplí je železný kříž z roku 1844.